# Fête nationale autrichienne
La fête nationale autrichienne (allemand : österreichischer Nationalfeiertag), anciennement appelée jour du drapeau (Tag der Fahne en allemand), est la fête nationale de l'Autriche. Elle a lieu chaque année le 26 octobre, jour de l'adoption de la loi sur la neutralité autrichienne en 1955.
Cette journée est fêtée et chômée en date du 26 octobre depuis 1965.